# Saint Michael, Barbados
Xã St. Michael là một trong 11 xã hành chính tại Barbados. Xã có diện tích 39 km² và nằm ở phấn tây nam của quốc đảo. Saint Michael vốn là tên của 6 xã đầu tiên do Toàn quyền William Tufton lập ra vào thế kỷ 17.
Xã có thành phố Bridgetown, thủ đô của Barbados. Bridgetown là trung tâm của các hoạt động kinh tế, thương mại và giao thông tại Barbados. Các cơ sở hạ tầng chính khác tại St. Michael là cảng nước sâu quốc tế Barbados.

## Vị trí
- Christ Church - Nam
- Saint George - Đông
- Saint James - Tây bắc
- Saint Thomas - Đông bắc